# 大翔山直樹
大翔山 直樹（だいしょうやま なおき、1966年7月7日 - ）は、石川県鳳至郡（現在の鳳珠郡）穴水町出身で立浪部屋に所属した元大相撲力士。本名は山崎 直樹（やまざき なおき）。現役時代の体格は身長181cm、体重181kg。血液型B型。得意手は右四つ、寄り、下手投げ。最高位は東前頭2枚目（1991年7月場所）。現在は、年寄・追手風。追手風部屋師匠。

## 人物
初代大翔山。金沢高等学校時代にはインターハイ準優勝、日本大学3年時にアマチュア横綱、4年時に学生横綱を獲得、各部屋の争奪戦となり一時は藤島部屋入りが決まりかけたが、同郷の中川親方（前2・清惠波）による引退後の身分保証が決め手となり、清惠波が部屋付きだった立浪部屋へ入門した。彼の入門により、双羽黒廃業後沈滞していた部屋の勢いは盛り返し、その後、日大同窓の大翔鳳や智ノ花を呼び込む原動力となった。またこのときの経緯から藤島部屋の力士からは激しく憎悪され、同部屋の力士たちは彼と対戦するとき平素以上に闘争心を剥き出しにして戦ったという逸話もある。
新十両昇進時に本名の「山崎」から改名することとなったが、部屋の十両格行司・木村城之介（後の35代木村庄之助）が改名候補として「大翔山」と「天翔鳳」を考えて後者を推し、立浪親方（関脇・安念山）は前者を採って読みを「おおしょうやま」にしようとしたが、語呂の悪さから城之介が「だいしょうやま」にした方が良いと進言して命名された。ちなみに「天翔鳳」はアレンジされて弟弟子・村田の四股名（大翔鳳）となっている。
右半身から腰の重さを生かして下手投げを打つ取り口を得意としていたが、腰への負担が大きく腰痛が持病となってしまった。そのため左からの攻めを早くする型を指導されたが右半身が直らなかった（NHKの大相撲中継でも再三苦言を呈された）。元横綱・輪島とは高校と大学が同じであることから自然と輪島と同様の技術指導を受け、類似した型を身に付けたという。1993年初場所では13日目を終わって11勝2敗で曙と並んで優勝争いのトップに立つ活躍も見せた。三役にはついに昇進できず、1995年11月場所を最後に29歳で引退した。
この年には追手風親方（元前頭6・追風山）の長女と結婚し、引退にあたっては清惠波から名跡を譲られ年寄・中川を襲名した。1997年には義父（追風山）とともに友綱部屋に移籍し、1998年に義父の所属部屋（追手風部屋）再興のため名跡を交換し、年寄・追手風として友綱部屋から独立して追手風部屋を33年ぶりに復興した。彼を始めとして立浪部屋を離れる年寄が続出したのは、年齢や最高位などで7代立浪を上回る年寄が部屋にいては7代立浪がやりにくいだろうという理由からだと、当時は見られていた。師匠としては、巨漢だった自身（身長182cm・体重186kg）とは対照的に均整の取れた体格の力士を中心に育てており、現在まで幕内力士を10人（関脇・追風海、前頭11枚目・濵錦、小結・黒海、小結・遠藤、関脇・大栄翔、前頭5枚目・大翔丸、前頭7枚目・剣翔、前頭11枚目・大奄美、前頭9枚目・大翔鵬、小結・翔猿）育てている。小学生時代の作文に実業家としての夢を書いていたことがTV番組で明かされたことがある。日本相撲協会の業務では、2007年3月場所から審判委員に就任し、2015年1月場所まで務めていた。審判を務めていた頃の末期は体調不良に悩まされ、2014年9月場所と11月場所を途中休場した。
2009年7月に、同年3月下旬に追手風部屋所属の床山に対して暴力を振るう問題を起こしたと報じられている。被害者の床山は事件後に日本相撲協会を退職し、同年7月22日に追手風は日本相撲協会の生活指導部特別委員会から事情聴取を受けている。追手風は、その床山が部屋所属の力士にいじめをしていたとして「反省させるために殴った」と暴力に至った理由を説明し、自身だけでなくいじめを受けた若手力士にも殴らせたことを認めた。その後、元床山からは慰謝料などを求めた民事訴訟を起こされたが、2010年12月14日に熊本地方裁判所で和解が成立した。

## エピソード
- 日大4年生の時に放駒部屋へ出稽古をした際、十両・秀ノ花に左膝内側側副靭帯損傷の大怪我を負わせた。これが元で秀ノ花は番付を一時期序二段まで下げ、それ以後は幕下と三段目の往復に終始した。
- 新入幕当初の締め込みの色を、本人は赤ではなくワインレッドと主張していた。
- 1991年5月場所の4日目で横綱・千代の富士と初顔の一番が組まれたが、千代の富士が前日の貴闘力戦で敗れて引退したため、不戦勝となった。
- 後に横綱となる曙や貴乃花とは比較的合い口が良く、曙とは5勝4敗の勝ち越し、貴乃花とは4勝4敗の五分で対戦を終えている。曙に勝ち越している唯一の力士である。

## 略歴
- 1989年1月：幕下付出で初土俵。
- 1990年5月：十両に昇進。
- 1990年9月：曙、貴闘力、若花田と共に新入幕。
- 1991年1月：前頭2枚目に昇進。横綱北勝海から初金星を獲得。
- 1994年3月：右アキレス腱部分断裂・腰部捻挫で休場。以後幕内には昇進できなかった。
- 1995年11月：引退。年寄・中川襲名。
- 1998年2月：年寄・追手風（追風山）と名跡交換。
- 1998年10月：追手風部屋創設。

## 主な成績
- 通算成績：266勝252敗35休 勝率.514
- 幕内成績：153勝176敗1休 勝率.465
- 現役在位：42場所
- 幕内在位：22場所
- 三賞：1回
  - 敢闘賞：1回（1993年1月場所）
- 金星：3個（北勝海2個、大乃国1個）
- 各段優勝
  - 十両優勝：1回（1990年5月場所）
  - 幕下優勝：2回（1990年1月場所、1990年3月場所）

### 場所別成績
| | 一月場所 初場所（東京） | 三月場所 春場所（大阪） | 五月場所 夏場所（東京） | 七月場所 名古屋場所（愛知） | 九月場所 秋場所（東京） | 十一月場所 九州場所（福岡） |
| --- | ----------------------- | ----------------------- | ----------------------- | --------------------------- | ----------------------- | --------------------------- |
| 1989年 （平成元年） | 幕下付出60枚目 6–1      | 東幕下32枚目 4–3        | 東幕下23枚目 5–2        | 西幕下11枚目 4–3            | 西幕下8枚目 1–6         | 西幕下30枚目 4–1–2          |
| 1990年 （平成2年） | 東幕下24枚目 優勝 7–0   | 東幕下4枚目 優勝 7–0    | 西十両11枚目 優勝 12–3  | 西十両2枚目 11–4            | 東前頭12枚目 8–7        | 西前頭8枚目 9–6             |
| 1991年 （平成3年） | 西前頭2枚目 5–10 ★      | 西前頭8枚目 8–7         | 東前頭4枚目 8–7         | 東前頭2枚目 5–10 ★          | 東前頭9枚目 8–7         | 東前頭7枚目 9–6             |
| 1992年 （平成4年） | 西前頭2枚目 5–10        | 東前頭8枚目 9–6         | 東前頭3枚目 6–9         | 東前頭6枚目 8–7             | 西前頭2枚目 5–10        | 西前頭8枚目 5–10            |
| 1993年 （平成5年） | 西前頭14枚目 12–3 敢    | 東前頭3枚目 3–12        | 東前頭12枚目 9–6        | 東前頭6枚目 5–10            | 西前頭12枚目 8–7        | 東前頭10枚目 6–9            |
| 1994年 （平成6年） | 東前頭15枚目 9–6        | 西前頭10枚目 3–11–1     | 東十両4枚目 休場 0–0–15 | 東十両4枚目 5–10            | 西十両9枚目 9–6         | 西十両4枚目 7–8             |
| 1995年 （平成7年） | 西十両6枚目 6–9         | 東十両11枚目 9–6        | 西十両7枚目 7–8         | 西十両8枚目 9–6             | 東十両4枚目 休場 0–0–15 | 西幕下3枚目 引退 0–0–0      |
| 各欄の数字は、「勝ち-負け-休場」を示す。 優勝 引退 休場 十両 幕下 三賞：敢=敢闘賞、殊=殊勲賞、技=技能賞 その他：★=金星 番付階級：幕内 - 十両 - 幕下 - 三段目 - 序二段 - 序ノ口 幕内序列：横綱 - 大関 - 関脇 - 小結 - 前頭（「#数字」は各位内の序列） |                         |                         |                         |                             |                         |                             |

## 幕内対戦成績
| 力士名   | 勝数 | 負数 | 力士名   | 勝数 | 負数 | 力士名     | 勝数 | 負数 | 力士名   | 勝数 | 負数 |
| -------- | ---- | ---- | -------- | ---- | ---- | ---------- | ---- | ---- | -------- | ---- | ---- |
| 蒼樹山   | 0    | 1    | 安芸乃島 | 6    | 5    | 曙         | 5    | 4    | 朝乃若   | 0    | 1(1) |
| 旭富士   | 0    | 3    | 板井     | 0    | 2    | 恵那櫻     | 3    | 0    | 巨砲     | 3    | 0    |
| 大乃国   | 1    | 1    | 小城錦   | 1    | 1    | 小城ノ花   | 3    | 2    | 魁皇     | 1    | 0    |
| 春日富士 | 3    | 5    | 北勝鬨   | 5    | 2    | 旭豪山     | 1    | 0    | 旭道山   | 4    | 5    |
| 鬼雷砲   | 3    | 4    | 霧島     | 2    | 8    | 起利錦     | 4    | 3    | 久島海   | 1    | 7    |
| 琴稲妻   | 7    | 4    | 琴ヶ梅   | 3    | 4    | 琴椿       | 2    | 3    | 琴錦     | 3    | 5    |
| 琴ノ若   | 6    | 6    | 琴富士   | 1    | 5    | 琴別府     | 0    | 3    | 小錦     | 1    | 6    |
| 逆鉾     | 1    | 2    | 陣岳     | 2    | 0    | 太寿山     | 0    | 1    | 大善     | 4    | 2    |
| 貴闘力   | 5    | 7    | 貴ノ浪   | 4    | 2    | 貴乃花     | 4    | 4    | 孝乃富士 | 1    | 1    |
| 隆三杉   | 5    | 3    | 玉海力   | 4    | 1    | 千代の富士 | 1(1) | 0    | 常の山   | 2    | 0    |
| 寺尾     | 2    | 5    | 時津洋   | 2    | 4    | 栃乃和歌   | 5    | 6    | 巴富士   | 1    | 1    |
| 豊ノ海   | 2    | 8    | 浪之花   | 1    | 0    | 花ノ国     | 4    | 1    | 濱ノ嶋   | 0    | 1    |
| 肥後ノ海 | 2    | 2    | 北勝海   | 2    | 0    | 舞の海     | 5    | 6    | 三杉里   | 3    | 6    |
| 水戸泉   | 5    | 4    | 湊富士   | 0    | 2    | 武蔵丸     | 1    | 3    | 武双山   | 1    | 1    |
| 両国     | 4    | 2    | 若翔洋   | 0    | 5    | 若瀬川     | 3    | 1    | 若乃花   | 4    | 3    |
| 和歌乃山 | 1    | 1    |          |      |      |            |      |      |          |      |      |

## 改名歴
- 山崎 直樹（やまざき なおき）1989年1月場所 - 1990年3月場所
- 大翔山 直樹（だいしょうやま なおき）1990年5月場所 - 1993年7月場所
- 大翔山 直生（- なおき）1993年9月場所 - 1994年1月場所
- 大翔山 裕康（- ひろやす）1994年3月場所 - 1994年5月場所
- 大翔山 直樹（- なおき）1994年7月場所 - 1995年11月場所

## 年寄変遷
- 中川 直樹（なかがわ なおき）1995年11月 - 1998年2月
- 追手風 直樹（おいてかぜ なおき）1998年2月 -